# RMR (chanteur)
Pour les articles homonymes, voir RMR.
Ne doit pas être confondu avec RM (rappeur).
 (août 2023).
RMR (prononcé rumor, « rumeur ») est un chanteur, rappeur et auteur-compositeur américain né en 1996 à Atlanta.
Il est notamment connu pour sa chanson Rascal (en) (2020), et son EP Drug Dealing is a Lost Art (2020).
RMR a été comparé avec Lil Nas X pour son style musical qui fusionne des éléments de hip-hop et de musique country.
Discret sur sa vie privée, il apparaît souvent en cagoule noire.